# Castiarina jackhasenpuschi
Castiarina jackhasenpuschi es una especie de escarabajo del género Castiarina, familia Buprestidae. Fue descrita científicamente por Barker en 1996.